# Kaatseballen
Kaatseballen is een kinderspel, een balspel, waarbij een bal tegen een muur wordt gegooid en (eventueel na een keer stuiteren op de grond) weer wordt opgevangen.
Kaatsebalspellen bestaan uit een vaste reeks worpen, waaraan handelingen worden toegevoegd, zoals in de handen klappen, op de grond stampen, of een rondje draaien. Sommige spelletjes worden gespeeld op het ritme van een kaatseballiedje, zoals 'Kaatsebal, ik heb je al' en 'Een twee, kopje thee'.

## Kenmerken van het spel
Een kaatsebal past wat grootte betreft in een kinderhand, waardoor het spel ook met meerdere ballen kan worden gespeeld, die beurtelings gegooid en gevangen worden. Kaatseballen kunnen dan ook zowel los als per drie samen in een netje worden gekocht. Eventueel kunnen tennisballen worden gebruikt, of andere ballen die kunnen stuiteren.
De bal kan onderhands (met een hangende arm) of bovenhands (met een opgeheven arm) tegen de muur worden gegooid, of onder het been door. De bal kan gevangen worden na het tegen de muur stuiten; of na tegen de muur èn op de grond stuiteren; of de bal kan eerst op de grond stuiten, dan tegen de muur en vervolgens worden opgevangen.
Vóór het opvangen kunnen er verschillende handelingen worden uitgevoerd, zoals in de handen klappen, een keer hinkelen, of salueren. Door meer handelingen toe te voegen, kan het spel in moeilijkheid toenemen.
Er bestaan verschillende kaatseballiedjes die tijdens het kaatseballen gezongen kunnen worden. Bij een liedje hoort een vast spel, dat uit een reeks van verschillende worpen bestaat.
Het spel kan ook met meerdere kinderen worden gespeeld, die tegelijk of beurtelings het hele spel of liedje doorlopen - wie de bal op de grond laat vallen moet opnieuw beginnen of is af, wie als eerste het spel foutloos heeft uitgespeeld, wint.

## Kaatseballiedjes
De oudste vermeldingen van de traditionele kaatseballiedjes voor kinderen in de Nederlandse Liederenbank (Meertens Instituut) stammen van het einde van de negentiende eeuw. Het liedboekje Kinderdeuntjes en wiegeliedjes, verzameld door J. Goeverneur (ca. 1875), vermeldt: 'Hein de bal, / Die kaatsen zal'. En de Handschriftencollectie van het Bureau van het Nederlandse Volkseigen heeft in ca. 1890 opgetekend: 'Kaatsbal, hier heb je al. / Gevangen, al aan de wand'.
Enkele andere voorbeelden van kaatseballiedjes:
- Kaatsebal, ik heb je al / Ik heb je gevangen met het grootste verlangen
- Kaatsebal, ik vang je al / In één hand, in beide handen
- Een twee, kopje thee (een twee) / Drie vier, glaasje bier (een twee drie vier)
- Koning I brak zijn been / Koning II dronk een kop thee (met hinkelen)
- Juffrouw Katrijntje zat achter 't gordijntje / Wat deed ze daar? Ze kamde haar haar
- Papegaaitje leef je nog? / Ieja deeja

In de liedboekjes die zijn opgenomen in de Nederlandse liederenbank, worden de liedjes enkele keren expliciet omschreven als 'balspel der meisjes'.

## Voorbeelden van kaatsebalspelletjes

### Kaatseballen zonder liedje
Voorbeeld van een kaatsebalspel, dat toeneemt in moeilijkheid:
1. De speler gooit de bal 7x tegen de muur en vangt de bal na één keer stuiteren op
2. De speler gooit de bal 6x tegen de muur en vangt de bal zonder stuiteren tussendoor op
3. De speler gooit de bal 5x via de grond tegen de muur en vangt de bal op
4. De speler gooit de bal 4x onder het been door tegen de muur en vangt de bal op
5. De speler gooit de bal 3x tegen de muur, klapt in de handen en vangt de bal op
6. De speler gooit de bal 2x tegen de muur, draait een rondje en vangt de bal op
7. De speler gooit de bal 1x tegen de muur, klapt in de handen voor het lichaam, achter het lichaam en voor het lichaam en vangt de bal op

### Kaatseballen met liedje
Voorbeeld van een kaatsebalspelletje bij het liedje 'Een twee kopje thee'. Dit wordt met twee kaatseballen gespeeld.
Tijdens het zingen worden de twee ballen beurtelings onderhands tegen de muur gegooid en weer opgevangen; in totaal vier keer per regel.
Een twee, kopje thee

(een twee)
Regel 1: op 'Een' kaatst eerste bal tegen de muur; op 'twee' tweede bal tegen de muur; op 'kopje' de eerste bal opnieuw tegen de muur; en op 'thee' de tweede bal opnieuw tegen de muur.
Het tellen na de eerste zin wordt gezegd, niet gezongen. Het kind blijft in hetzelfde ritme doorkaatsen, dus op 'een' de eerste bal en op 'twee' de tweede bal. Nu maakt deze echter tussendoor (dus na de 'een' en na de 'twee') een drinkende beweging met de rechterhand bij de mond.
Drie vier, glaasje bier

(een twee drie vier)
Tijdens de tweede gezongen regel gooit het kind opnieuw vier keer een bal tegen de muur. Na deze regel telt deze tot vier (terwijl hij/zij vier keer kaatst) en maakt tussendoor vier keer een drinkende beweging met de rechterhand bij de mond. Het kaatsen blijft in hetzelfde ritme doorgaan.
Vijf zes, kurk op de fles

(een twee drie vier vijf zes)
Tijdens de derde gezongen regel gooit het kind opnieuw vier keer een bal tegen de muur. Na de regel telt deze tot zes (terwijl hij/zij zes keer kaatst) en tussendoor stampt het kind zes keer met de voet op de grond.
Zeven acht, soldaat op wacht

(een twee drie vier ... acht)
Tijdens de vierde gezongen regel gooit het kind weer vier keer een bal tegen de muur. Na de regel telt deze tot acht (terwijl hij/zij blijft doorkaatsen, acht keer) en maakt het kind tussendoor acht keer een saluerende beweging.
Negen tien, ik heb je gezien

(een twee drie vier ... tien)
Tijdens de vijfde gezongen regel kaatst het kind weer vier keer een bal tegen de muur. Daarna telt deze tot tien, waarbij hij/zij tussendoor tien keer de hand voor de ogen doet.
Elf twaalf, klokslag twaalf

(bim bam een, bim bam twee, bim bam drie ... bim bam twaalf)
Tijdens de laatste gezongen regel kaatst het kind opnieuw vier keer een bal tegen de muur. Daarna telt deze "bim bam een, bim bam twee, enz. t/m bim bam twaalf" en ondertussen gooit het kind de bal per tel die hij/zij noemt: omhoog, tegen de muur en over de kop (overhands tegen de muur aan). Dit herhaalt het kind twaalf keer.

## Sinterklaasliedje
In het sinterklaasliedje 'O, kom er eens kijken / Wat ik in mijn schoentje vind' worden geschenken opgesomd die een kind van Sinterklaas heeft gekregen. Hierin komt het coupletje voor: 
Een pop met vlechten in het haar

Een snoezig jurkje kant en klaar

Drie kaatseballen in een net

Een letter van banket.
De kaatseballen worden samen genoemd met enkele typische cadeautjes voor meisjes (een pop, een jurkje). Dit liedje is aan het einde van de negentiende eeuw geschreven door de Groningse onderwijzeres Katharina Leopold (in: Sint Nikolaas, twaalf versjes met melodieën  (1898)).

## Kaatsen
Het woord 'kaatsen' betekent zoveel als: stuiteren, terugstuiten. Er bestaat ook een balspel genaamd kaatsen (waaronder ook het Friese kaatsspel), dat met twee ploegen wordt gespeeld, waarbij de bal met de hand geslagen wordt.

### Nederlands spreekwoord
In het Nederlands bestaat het spreekwoord: 'Wie kaatst, kan de bal verwachten'. Dit wil zoveel zeggen als: iemand met gelijke munt terugbetalen, iemand even scherp antwoorden of bejegenen.